# Fauvette d'Arabie
Curruca leucomelaena
Espèce
Statut de conservation UICN

 LC  : Préoccupation mineure
La Fauvette d'Arabie (Curruca leucomelaena) ou Fauvette de Blanford, est une espèce de passereaux de la famille des Sylviidae.

## Répartition et sous-espèces
Cet oiseau sest répandu à travers les montagnes d'Afrique orientale et d'Arabie.
Selon la classification de référence du Congrès ornithologique international (15.1, 2025) elle se répartit en quatre sous-espèces (ordre phylogénique) :
- C. l. leucomelaena (Hemprich & Ehrenberg, 1833) — savane du Piémont arabe du sud-ouest (en) ;
- C. l. negevensis (Shirihai, 1988) — terres hautes de Jordanie (en) ;
- C. l. blanfordi (Seebohm, 1879) — collines de la mer Rouge et Érythrée ;
- C. l. somaliensis (Sclater, WL & Mackworth-Praed, 1918) — Djibouti et nord de la Somalie.

## Habitat
Son habitat naturel est la savane sèche.

## Systématique
La fauvette d'Arabie faisait anciennement partie du genre Sylvia, mais a depuis été reclassée dans le genre Curruca après que celui-ci a été séparé de Sylvia.